# Bartos Irén
Bartos Irén (Budapest, 1917. december 15. – Düsseldorf, 1981. február 18.) balettművész, pedagógus, Dózsa Imre táncművész nagynénje.

## Élete
Bartos József és Tóth Erzsébet lánya. A budapesti Operaház balettiskolájában végezte szakmai tanulmányait Pótz Malvin, Jan Cieplinski, Brada Rezső, majd Nádasi Ferenc növendékeként. 1932-ben az operaházi balettegyüttes tagja, majd 1940-től magántáncosa lett. 1942-től a kolozsvári Nemzeti Színház, 1946-tól a Szegedi Nemzeti Színház társulatának szólistája volt, s ekkor kezdődött pedagógiai munkássága is. 1949-ben tért vissza a budapesti Operaház balettegyütteséhez magántáncosként és pedagógusként. 1950 és 1971 között az Állami Balett Intézetben, valamint a Magyar Néphadsereg Művészegyüttesénél is tanított. 1971-től az NSZK-ban élt: az esseni Folkwang Hochschule tanára lett. 1972-től a düsseldorfi Deutsche Oper am Rhein, 1976-tól haláláig pedig a kölni Operaház balettmestereként működött.
Férje Gaál József operaénekes (tenor) volt, akivel 1936. június 22-én Budapesten, a Terézvárosban kötött házasságot. Lánya Schaper Fridrichné Gaál Emese.

## Főbb szerepei
- Vízitündér; Királylány (koreográfia: Harangozó Gyula – Bartók Béla: A fából faragott királyfi)
- Japán baba (Jan Cieplinski: Babatündér)
- Kokott (Vashegyi Ernő: Bihari nótája)
- Swanilda (Delibes: Coppélia)
- Kalliopé (Milloss Aurél: Prométheusz teremtményei)
- Seherezádé (Moravszky)
- Kocsmárosné (koreográfia: Harangozó Gyula: Csárdajelenet)
- Lány (koreográfia: Lőrincz György: A csodálatos mandarin)
- Mária (Csajkovszkij: Diótörő-szvit)
- Seherezádé (Zsedényi Károly)
- Sylvia (Zsedényi Károly)